# Laa an der Thaya
Laa an der Thaya ist eine Stadt mit 6280 Einwohnern (Stand 1. Jänner 2025) im nördlichen Weinviertel in Niederösterreich, unmittelbar an der Grenze zu Tschechien (bzw. Mähren) gelegen.

## Geografie
Laa liegt im Norden des Weinviertels in Niederösterreich und hat sich zum Zentrum des oberen Weinviertels entwickelt. Die Fläche der Stadtgemeinde umfasst 72,89 km². 2,87 % der Fläche sind bewaldet. Laa liegt in der Nähe der im 19. Jahrhundert regulierten Thaya und wird dadurch nicht mehr direkt von ihr durchflossen. Lediglich der künstlich angelegte Thayamühlbach durchquert die Stadt.

### Gemeindegliederung
Das Gemeindegebiet umfasst folgende sechs Ortschaften (in Klammern Einwohnerzahl Stand 1. Jänner 2025):
- Hanfthal (584)
- Kottingneusiedl (279)
- Laa an der Thaya (4795)
- Ruhhof (2)
- Ungerndorf (124) inkl. Ungerndorfer Hof
- Wulzeshofen (496) inkl. Blaustaudenhof und Geiselbrechthof

Die Gemeinde besteht aus den Katastralgemeinden Blaustaudnerhof, Geiselbrechthof, Hanfthal, Kottingneusiedl, Laa an der Thaya, Laaer Herrengüter, Laaer Klafter, Pernhofen, Ruhhof, Ungerndorf und Wulzeshofen.

### Nachbargemeinden
| Hrádek u Znojma (Tschechien) | Dyjákovice (Tschechien), Hevlín (Tschechien), Hrabětice (Tschechien) | Neudorf  |
| Großharras                   | Kompassrose, die auf Nachbargemeinden zeigt                          | Staatz   |
| Stronsdorf                   | Unterstinkenbrunn, Gaubitsch                                         | Fallbach |

### Klima
|                        | Jan  | Feb  | Mär  | Apr  | Mai  | Jun  | Jul  | Aug  | Sep  | Okt  | Nov  | Dez  |   |      |
| Mittl. Temperatur (°C) | −1,0 | 0,4  | 4,7  | 9,9  | 15,1 | 18,0 | 20,2 | 19,6 | 14,7 | 9,5  | 4,2  | 0,1  | ⌀ | 9,7  |
| Mittl. Tagesmax. (°C)  | 2,2  | 4,6  | 9,8  | 16,1 | 21,2 | 24,0 | 26,7 | 26,2 | 20,8 | 14,6 | 7,6  | 2,8  | ⌀ | 14,8 |
| Mittl. Tagesmin. (°C)  | −3,5 | −2,6 | 1,1  | 5,0  | 9,7  | 12,5 | 14,3 | 14,1 | 10,4 | 6,1  | 1,9  | −2,0 | ⌀ | 5,6  |
|                        |      |      |      |      |      |      |      |      |      |      |      |      |   |      |
| Niederschlag (mm)      | 23   | 24   | 33   | 31   | 58   | 66   | 64   | 57   | 52   | 27   | 31   | 30   | Σ | 496  |
|                        |      |      |      |      |      |      |      |      |      |      |      |      |   |      |
| Luftfeuchtigkeit (%)   | 75,1 | 66,2 | 56,9 | 48,3 | 50,6 | 51,3 | 48,1 | 48,1 | 54,3 | 62,4 | 73,5 | 78,5 | ⌀ | 59,4 |

| −3,5 |

| −2,6 |

| 1,1 |

| 5,0 |

| 9,7 |

| 12,5 |

| 14,3 |

| 14,1 |

| 10,4 |

| 6,1 |

| 1,9 |

| −2,0 |

| −3,5 |

| −2,6 |

| 1,1 |

| 5,0 |

| 9,7 |

| 12,5 |

| 14,3 |

| 14,1 |

| 10,4 |

| 6,1 |

| 1,9 |

| −2,0 |

## Geschichte

### Mittelalter
Im 12. Jahrhundert befand sich ein Dorf in den Thayaniederungen an einer Furt der wichtigen Nord-Süd-Verbindung von der Donau in den böhmischen Raum (erste urkundliche Erwähnung 1150 in einem Passauer Urbar). Um 1190 übernahmen die Babenberger von mehreren Grundherrn hier Besitz und Herzog Leopold VI. gründete an der Stelle des Dorfes um 1230 eine Stadt. Sie wurde nach den damals üblichen Planungen in Rechteckform angelegt und war vor allem als wehrhafter Sammelplatz für militärische Aktionen gegen Feinde aus dem Norden und Osten gedacht.
Im 13. Jahrhundert war Laa ein bedeutender Ort in der Landesgeschichte, der öfter im Mittelpunkt militärischer Auseinandersetzungen stand. So fanden vor den Toren Schlachten unter Friedrich dem Streitbaren und dann unter Ottokar II. Přemysl statt. Dieser förderte Laa besonders, setzte seinen Vertrauten Kadolt von Wehing als Stadthauptmann ein und bestätigte das (nicht erhaltene) leopoldinische Stadtrecht. Aus dieser Zeit stammen auch die bekannten Laaer Schulmeisterbriefe, eine bedeutende Quelle für die Landesgeschichte des 13. Jahrhunderts. Als Rudolf von Habsburg an die Macht kam, huldigten ihm die Bürger, und er bestätigte 1281 alle ihre Rechte und Privilegien. Aus dieser Zeit stammt auch das Stadtwappen, ein Stadttor mit zinnenbekrönten Türmen, in dessen Zentrum der rotweiße Bindenschild steht.
Unter den frühen Habsburgern verlor Laa an Bedeutung und wurde meist als Pfand an herzogliche Geldgeber oder für die Einhaltung von Verträgen an verschiedene Adelige übergeben. Diese kümmerten sich nicht sehr um das wirtschaftliche Weiterkommen und den Ausbau, und so war Laa im unruhigen 15. Jahrhundert zu einem bedeutungslosen Ort geworden, in dem des Öfteren die Feinde hausten. 1407 eroberte es der mährische Heerführer Johann Sokol von Lamberg, und 1426 brandschatzten die Hussiten. Um den Verfall zu stoppen und den Bürgern Mittel zum Wiederaufbau zu verschaffen, gaben die Landesfürsten den Laaern verschiedene Privilegien, unter anderem 1454 das Recht, Bier über die Grenzen der Stadt hinaus auszuschenken.
Ab dem Jahr 1442 soll hier der spätere Papst Pius II. (mit dem bürgerlichen Namen Enea Silvio de' Piccolomini) acht Jahre als Pfarrer tätig gewesen sein. Es zeigt ihn noch ein Fenster in der Stadtpfarrkirche. Ihm wird auch das bekannte Distichon zugeschrieben: „Aemula Venetiis, urbs antiquissima Laa, haec iacet in medio stercoris, illa maris.“ („Du uralte Stadt Laa bist die Nebenbuhlerin Venedigs, so wie diese mitten im Koth, liegt jene mitten im Meer“).

### Neuzeit
Die Zeit des Dreißigjährigen Krieges bedeutete für Laa wieder Niedergang, denn 1619 lagen böhmische Truppen monatelang in der Stadt und saugten sie wirtschaftlich aus. Damals ging auch das Stadtarchiv mit allen alten Urkunden und Protokollen verloren. 1645 wurde Laa von schwedischen Truppen erobert; nach ihrem Abzug waren die meisten Häuser verödet. Erst ab 1680 hatte Laa seine frühere Häuserzahl wieder erreicht, führte aber weiterhin ein bedeutungsloses Schattendasein unter den Städten des Landes.
Als 1809 Napoleon I. durch Laa kam und hier einmal nächtigte, fand er noch eine ziemlich verarmte, von Sumpfland umgebene, von ebenerdigen strohgedeckten Häusern geprägte verschlafene Provinzstadt vor. Doch ein Jahrzehnt später setzte ein nachhaltiger Aufschwung unter Führung von Simon Scheiner ein. Dieser für Laa bedeutende Mann war zunächst als Stadtrat und von 1829 bis 1861 als Bürgermeister tätig. Er belebte zunächst die Märkte neu, bemühte sich sehr um die Regulierung der Thaya, was ab 1830 geschah, und verschaffte damit den Laaer Ackerbürgern neue ertragreiche landwirtschaftliche Flächen, da der Grundwasserspiegel durch diese Maßnahmen absank und die ausgedienten Sumpfwiesen nun als Felder genutzt werden konnten. Die defizitären städtischen Betriebe, die Mühle und das Brauhaus, wurden verkauft, der Bau von neuen Häusern gefördert, die Kanalisierung und Pflasterung der Gassen und Plätze vorangetrieben und die Anlage neuer Straßen in das Umland begonnen. Die beengenden mittelalterlichen Stadttore und die wuchtige Stadtmauer wurden abgetragen.
Simon Scheiner erreichte es auch, dass nach 1850 das Bezirksgericht und das Steueramt nach Laa kamen. Dadurch wurde Laa zum zentralen Ort der Region, es kamen viele Leute in die Stadt, der Wochenmarkt, insbesondere als Umschlagplatz für Getreide, hatte große Bedeutung, Geschäfte und Betriebe wurden eröffnet, eine Sparkasse eingerichtet, die Stadt gedieh. Seit 1869 war sie durch die Laaer Ostbahn mit der kaiserlichen Residenzstadt Wien, aber auch mit Brünn verbunden, es gab nun eine Apotheke, Ärzte und Schulen. Vereine konnten in zahlreichen Gasthäusern das Gesellschaftsleben entfalten, die Bildung der Jugend wurde gefördert, insbesondere 1911 durch die Gründung einer Vereinsrealschule, damals die modernste Bildungsstätte dieser Art in der Monarchie.
Mit dem Ende des Ersten Weltkrieges und dem Ende der Donaumonarchie kamen für Laa wieder schwere Zeiten, denn nun war es plötzlich Grenzstadt, der der größere und wichtigere Teil ihres Hinterlandes fehlte.

### Zweiter Weltkrieg

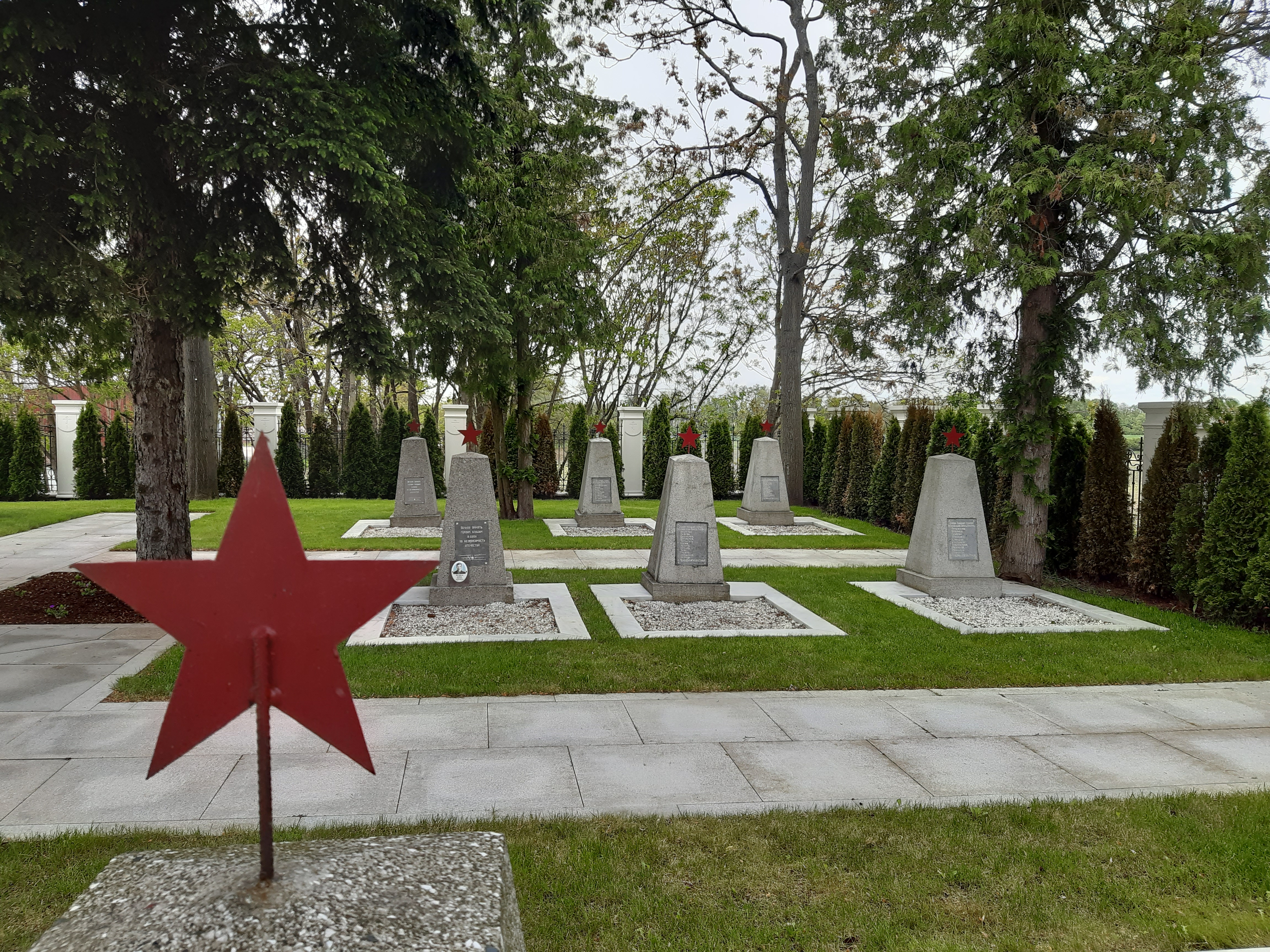
Soldatenfriedhof der Sowjetarmee in Laa an der Thaya, Österreich

Nach dem „Anschluss“ im März 1938 wurden Juden und Jüdinnen in Laa öffentlich gedemütigt. Karola Österreicher, Bewohnerin des Ortes und KZ-Überlebende, beschrieb diese Zeit als „Tage des Schreckens und der Qual, Unsicherheit, Demütigung und Hass“. In den folgenden Monaten musste die jüdische Bevölkerung ihren Besitz abgeben, die Wohnungen gingen in der Regel an nationalsozialistische Organisationen. Die meisten jüdischen Familien mussten Laa verlassen, wobei viele, die nach Wien oder Tschechien geflüchtet waren, den Nationalsozialismus nicht überlebten.
In Laa wurde ein RAD-Lager errichtet, heute erinnert die Lagergasse an den Standort.
In den letzten Tagen des Zweiten Weltkriegs, zwischen 19. und 22. April 1945, wurde Laa durch die Sowjets mehrmals aus der Luft angegriffen. Diese Fliegerangriffe richteten große Gebäudeschäden an und forderten 22 Opfer unter der Zivilbevölkerung. Auch Verluste durch Artilleriebeschuss traten ein, da die Front südlich und östlich der Stadt fast drei Wochen hindurch unverändert blieb. Erst am 7. Mai räumten die deutschen Truppen ihre Stellungen, nachdem sie etwa 30 Brücken gesprengt hatten, und zogen sich Richtung Znaim zurück. Am 8. Mai besetzte die Rote Armee, von Ungerndorf kommend, die Stadt. In Ungerndorf selbst fanden am 19. April heftige Gefechte statt, wobei über 20 russische und zwei deutsche Panzer abgeschossen wurden. Ungerndorf wurde daraufhin von den Russen geplündert und größtenteils niedergebrannt.

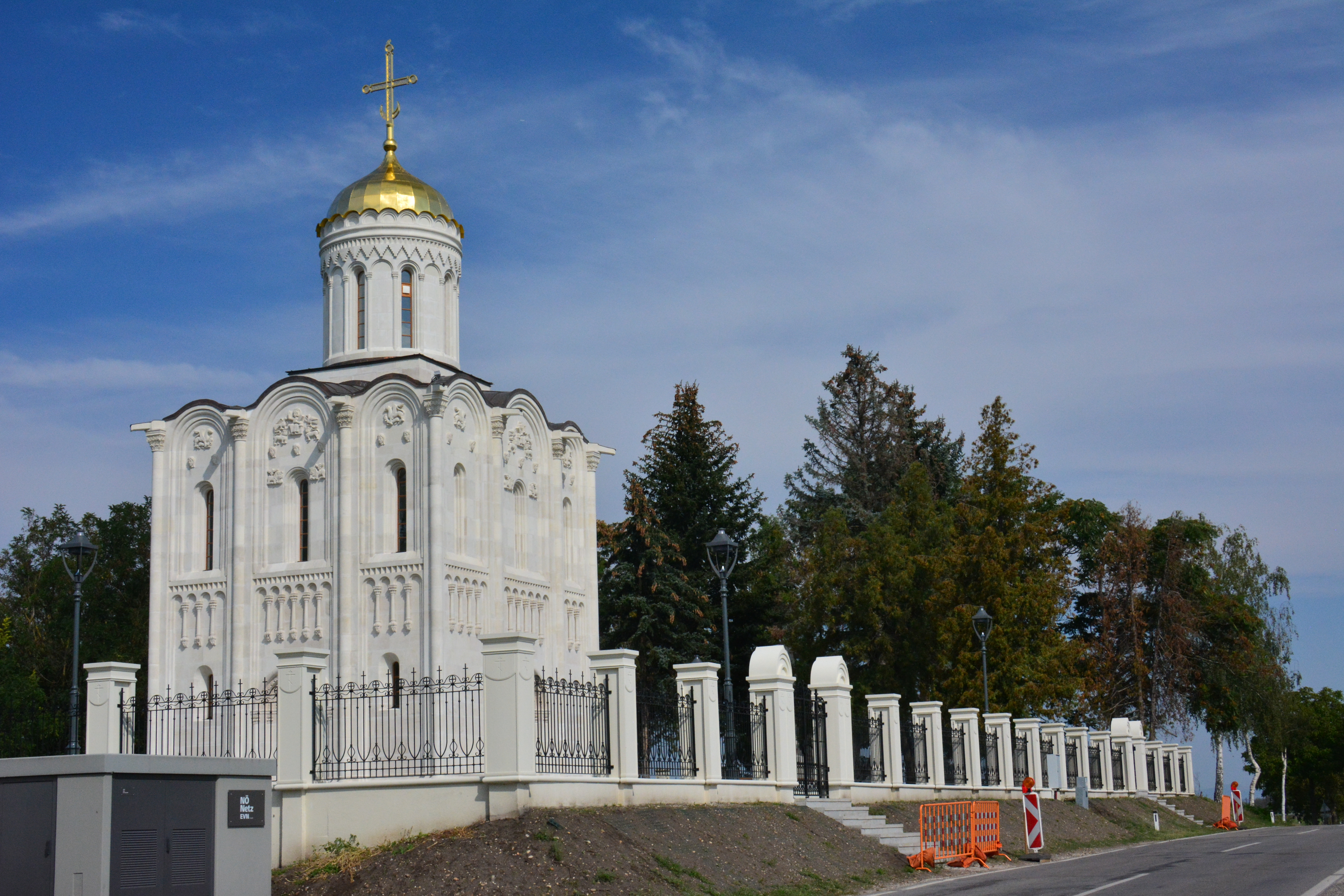
Russisch-orthodoxe Kirche am Soldatenfriedhof Laa an der Thaya

Bei einem Gefecht in der Nähe von Laa wurde 1945 der Großvater des russischen Oligarchen Oleg Wladimirowitsch Deripaska getötet und später auf dem russischen Soldatenfriedhof der Stadt beigesetzt. 2006 besuchte Deripaska zunächst das Grab, wenige Wochen später erwarb eine in seinem Besitz stehende Firma ein an den Soldatenfriedhof angrenzendes Grundstück, um hier zum Gedenken an seinen Großvater eine Kirche zu errichten.
Erbaut wurde diese Kirche in verkleinertem Maßstab nach dem Vorbild der Mariä-Schutz-und-Fürbitte-Kirche an der Nerl in Russland, welche zu den UNESCO-Welterbestätten zählt. Die Bauteile für die Kirche wurden in Russland von Steinmetzen aus Sandstein hergestellt, auf rund 1700 Paletten verladen und mit 72 Lastwagenfahrten nach Österreich gebracht, um hier zusammengebaut zu werden. Am 30. September 2018 wurde die Kirche in Anwesenheit des russisch-orthodoxen Metropoliten von Wolokolamsk und Leiter des Außenamtes des Moskauer Patriarchats Hilarion Alfejew feierlich ihrer Bestimmung übergeben.

### Nachkriegszeit und Gegenwart
Bis 1955 lag Laa in der sowjetischen Besatzungszone, die Grenze zum Nachbarstaat ČSSR war geschlossen, Laa lag am Eisernen Vorhang. Seit der Wende in Osteuropa und der Grenzöffnung befindet sich die alte Grenzstadt wieder im Aufwind. So wurde 2002 ein Thermenresort eröffnet. Im Dezember 2006 nahm die elektrifizierte Schnellbahn Laa – Wien ihren Betrieb auf und sorgt für eine verbesserte öffentliche Verkehrsanbindung an die Bundeshauptstadt. Nach über 60 Jahren teilweise starken Bevölkerungsrückganges steigt nun die Bevölkerung kontinuierlich an.

### Einwohnerentwicklung
| Laa an der Thaya: Einwohnerzahlen von 1869 bis 2025 | Laa an der Thaya: Einwohnerzahlen von 1869 bis 2025 | Laa an der Thaya: Einwohnerzahlen von 1869 bis 2025 | Laa an der Thaya: Einwohnerzahlen von 1869 bis 2025 | Laa an der Thaya: Einwohnerzahlen von 1869 bis 2025 |
| --------------------------------------------------- | --------------------------------------------------- | --------------------------------------------------- | --------------------------------------------------- | --------------------------------------------------- |
| Jahr                                                |                                                     |                                                     |                                                     | Einwohner                                           |
| 1869                                                | 1869                                                |                                                     | 4.486                                               | 4.486                                               |
| 1880                                                | 1880                                                |                                                     | 4.846                                               | 4.846                                               |
| 1890                                                | 1890                                                |                                                     | 5.279                                               | 5.279                                               |
| 1900                                                | 1900                                                |                                                     | 6.226                                               | 6.226                                               |
| 1910                                                | 1910                                                |                                                     | 6.904                                               | 6.904                                               |
| 1923                                                | 1923                                                |                                                     | 7.120                                               | 7.120                                               |
| 1934                                                | 1934                                                |                                                     | 7.407                                               | 7.407                                               |
| 1939                                                | 1939                                                |                                                     | 7.993                                               | 7.993                                               |
| 1951                                                | 1951                                                |                                                     | 7.949                                               | 7.949                                               |
| 1961                                                | 1961                                                |                                                     | 7.077                                               | 7.077                                               |
| 1971                                                | 1971                                                |                                                     | 6.950                                               | 6.950                                               |
| 1981                                                | 1981                                                |                                                     | 6.463                                               | 6.463                                               |
| 1991                                                | 1991                                                |                                                     | 6.280                                               | 6.280                                               |
| 2001                                                | 2001                                                |                                                     | 6.137                                               | 6.137                                               |
| 2011                                                | 2011                                                |                                                     | 6.187                                               | 6.187                                               |
| 2021                                                | 2021                                                |                                                     | 6.275                                               | 6.275                                               |
| 2025                                                | 2025                                                |                                                     | 6.280                                               | 6.280                                               |
| Quelle(n): Statistik Austria, Gebietsstand 1.1.2021 |                                                     |                                                     |                                                     |                                                     |

## Kultur und Sehenswürdigkeiten

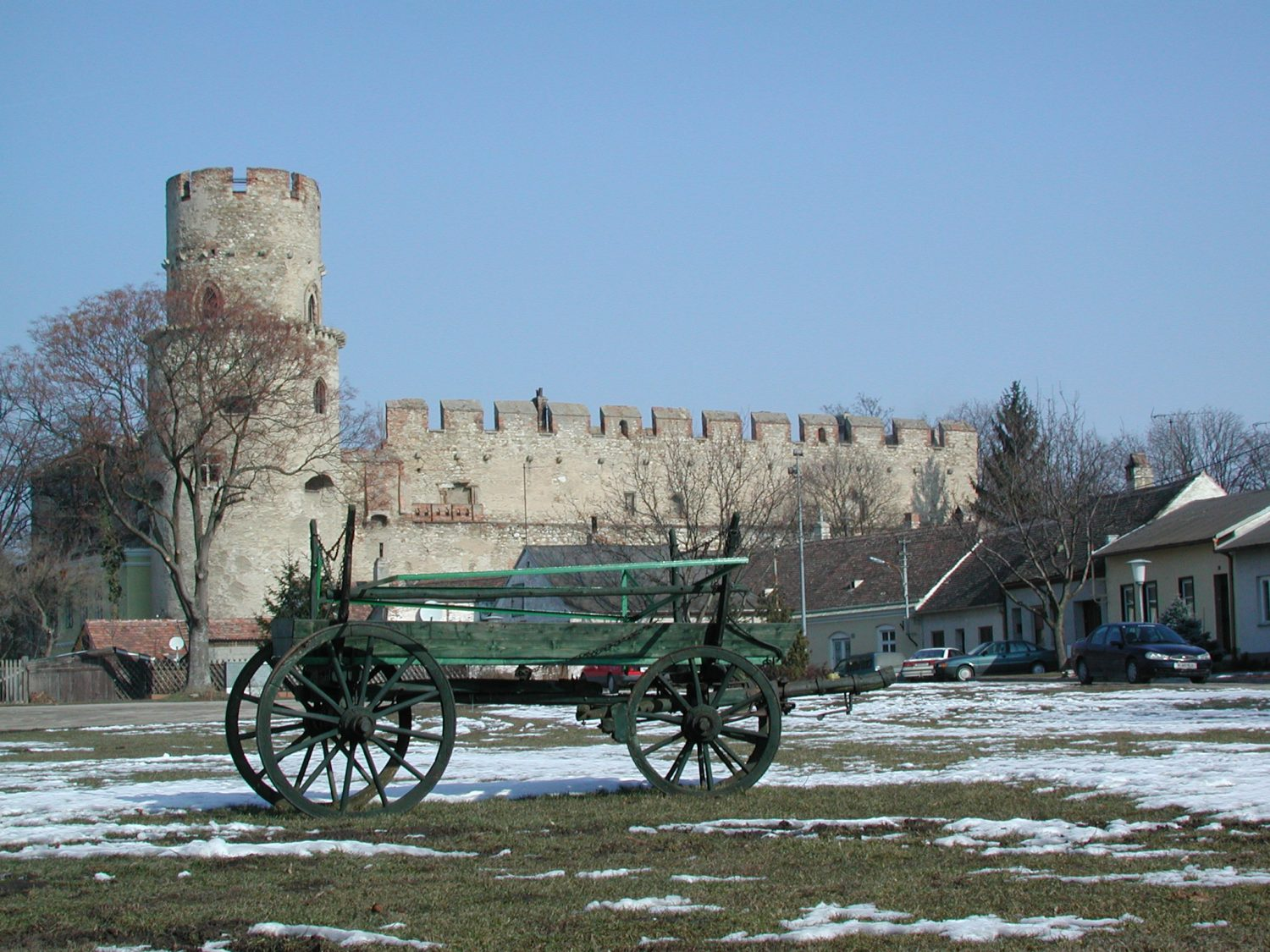
Burg Laa an der Thaya

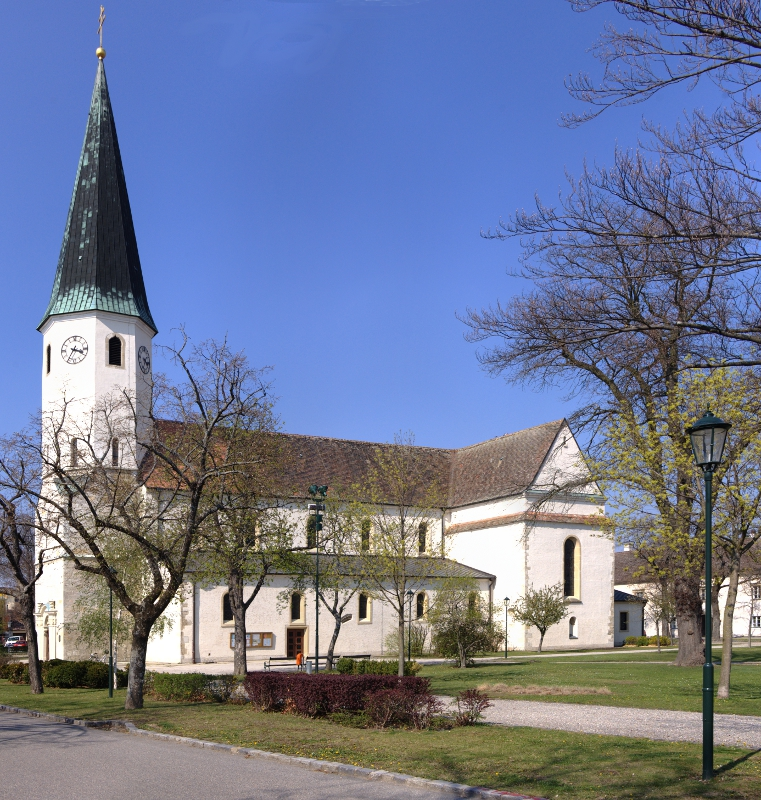
Katholische Pfarrkirche Laa an der Thaya

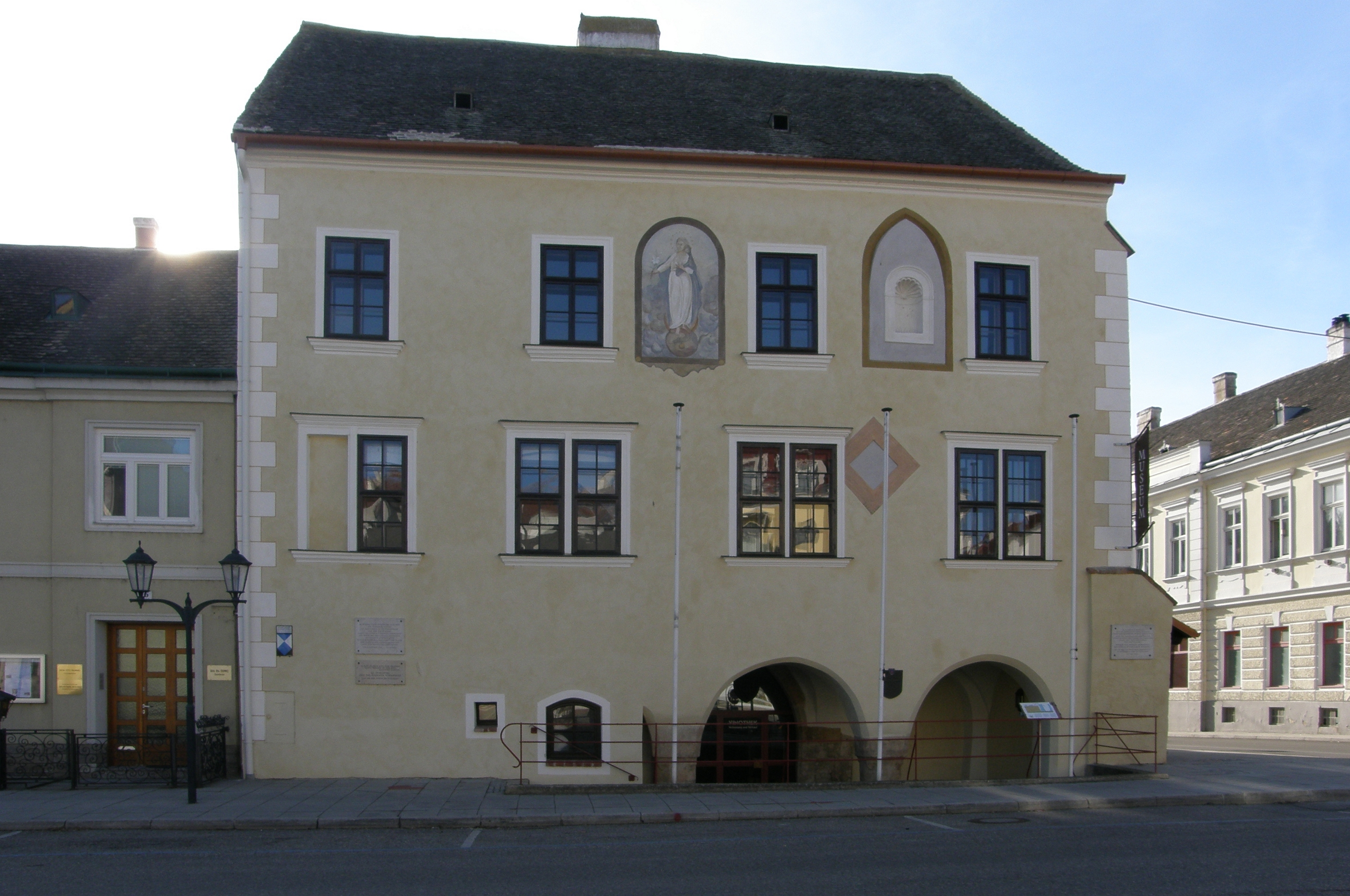
Altes Rathaus

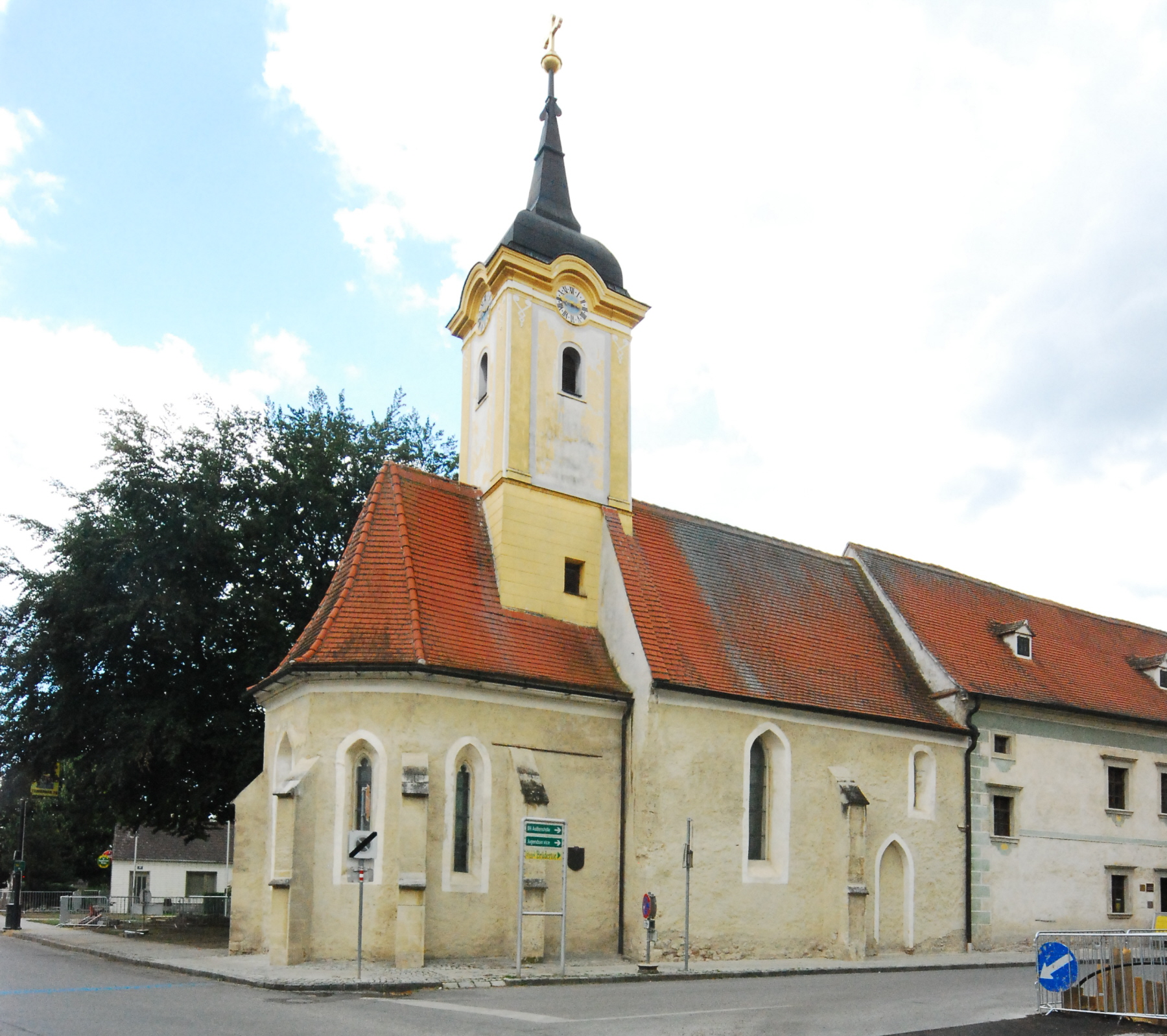
Bürgerspital mit Spitalskirche

Aus der Frühzeit der Stadtgeschichte haben sich die Burganlage, Reste der Stadtmauer, die Stadtpfarrkirche und der Pfarrhof, das Bürgerspital und das Alte Rathaus erhalten.
- Burg Laa an der Thaya: Die Laaer Burg diente zunächst als letzter, von einem Wassergraben umgebener Rückzugsort bei Bedrohungen und nicht als Wohnburg. Nach 1400 wurde der stadtseitige Butterfaßturm errichtet, schließlich Wohn- und Wirtschaftsräume. Im Laufe der Jahrhunderte waren verschiedene Adelsgeschlechter Inhaber der Burg. Nach jahrelangen Bemühungen gelang der Gemeinde 2007 der Ankauf der Burg, die als Wahrzeichen der Stadt gilt. In den darauffolgenden Jahren wurde die Burg renoviert. Seit 2018 sind der Butterfassturm und der Innenhof öffentlich zugänglich. Der Burg-Saal dient als Veranstaltungsort, z. B. für Konzerte, Kindertheateraufführungen, Vorträge u. ä.[11] Die Burg beherbergt seit 1972 zudem das Biermuseum.
- Reste der Stadtmauer finden sich auch noch im Nordwesten der Stadt. Im sogenannten Reckturm steckt noch eine Schwedenkugel, die aus der Zeit der Belagerung der Stadt durch die Schweden stammen soll.
- Katholische Pfarrkirche Laa an der Thaya hl. Veit: Die Kirche zählt zu den großen spätromanischen Gotteshäusern des Viertels, wobei die Apsis von kunsthistorischem Interesse ist. Sie ist dem Hl. Vitus geweiht. Das Innere beeindruckt durch die Raumwirkung. Einige Male nach Schäden umgebaut (1466, 1795), bekam die Kirche im 18. Jahrhundert einen barocken Hochaltar, eine Kanzel und eine Orgel. Die Pfarre war früher immer von bedeutenden Männern als Pfarrer besetzt, so zum Beispiel von Albert von Rickmersdorf, dem Gründungsrektor der Wiener Universität, dem bedeutenden Astronomen Johannes von Gmunden, u. a. Eine Überlieferung besagt auch, dass 1442–1450 Aeneas Piccolomini, der spätere Pius II. die Pfarre innegehabt habe. Ihm wird das bekannte Distichon zugeschrieben: „Aemula Venetiis, urbs antiquissima Laa, haec jacet in medio stercoris, illa maris.“ („Du uralte Stadt Laa bist die Nebenbuhlerin Venedigs, so wie diese mitten im Koth, liegt jene mitten im Meer“).
- Katholische Pfarrkirche Kottingneusiedl Maria Schutz
- Katholische Pfarrkirche Wulzeshofen hl. Johannes der Täufer
- Evangelische Christuskirche, erbaut 1936
- Bürgerspitalkomplex: Die Anlage besteht aus einer frühgotischen Kapelle, ursprünglich wohl ein Pilgerhospiz und daher dem Hl. Jakob geweiht, an die später Trakte dazugebaut und für die Altersversorgung der Bürger genützt wurden. Früher gehörte wohl auch noch der städtische Meierhof mit dem Brauhaus dazu.
- Das städtische Brauhaus wurde vor kurzem renoviert, das Gebäude zählt heute zu den kulturhistorischen Schätzen der Stadt. Der Meierhof wurde im 18. Jahrhundert aufgelassen, das Brauhaus 1847 an den Bürger Anton Kühtreiber verkauft, der heute noch bestehenden Hubertus-Brauerei.
- Altes Rathaus Laa an der Thaya: Das Alte Rathaus auf dem Stadtplatz war einmal das beherrschende Gebäude im Stadtzentrum. Es lag an der damaligen Hauptstraße, die durch das Brüdertor (der Name kommt von einem Minoritenkloster, das unmittelbar innerhalb lag) zum nördlichen Böhmertor entlang der Langen Zeile über den großen Platz führte. Das Alte Rathaus, dessen Gemäuer und Fassade deutlich die Spuren aller Jahrhunderte zeigen, wurde renoviert und beherbergt heute im 2. Stock das Südmährermuseum und einen Veranstaltungssaal im 1. Stock. Im Untergeschoß befindet sich ein Weinlokal.
- Gegenüber dem Alten Rathaus befindet sich die Rolandsäule (Pranger-Hansl), eine Pranger-Säule aus dem Jahre 1575.
- Anlässlich des 50-Jahre-Regierungsjubiläums von Kaiser Franz Joseph I. wurde in den Jahren 1898 bis 1899 ein Neues Rathaus errichtet, das heute in der typischen Form eines damaligen Jahrhundertwendebaues platzbeherrschend wirkt. Das Gebäude wurde nach den Plänen des Wiener Architekten und Stadtbaumeisters Peter Paul Brang im Stil des Historismus erbaut und spiegelt Laas Aufstieg zu einem politischen und wirtschaftlichen Zentrum der Region wider.
- In unmittelbarer Nähe des neuen Rathauses befindet sich die Mariensäule oder Pestsäule aus dem Jahre 1680.
- 2018 wurde eine orthodoxe Kirche beim sowjetischen Soldatenfriedhof eingeweiht. Sie ist die verkleinerte Kopie einer russischen Kirche, die zum UNESCO-Weltkulturerbe zählt, und wurde vom russischen Oligarchen Oleg Deripaska finanziert, dessen Großvater 1945 in der Nähe gefallen war und auf dem sowjetischen Soldatenfriedhof begraben ist.[12]

### Museen
- Biermuseum
- Kutschenmuseum
- Südmährer Heimatmuseum
- Die Katastralgemeinde Hanfthal ist eines der wenigen Rundangerdörfer Österreichs, was sich auch im Wappen der Gemeinde widerspiegelt.

- Im Rahmen des europäischen Wettbewerbes Entente Florale Europe wurde Hanfthal 2008 mit einer Silbermedaille in der Kategorie Dorf ausgezeichnet.

### Regelmäßige Veranstaltungen
Im August findet in Laa ein Zwiebelfest und im Dezember ein Nikolausumzug statt.

## Wirtschaft und Infrastruktur

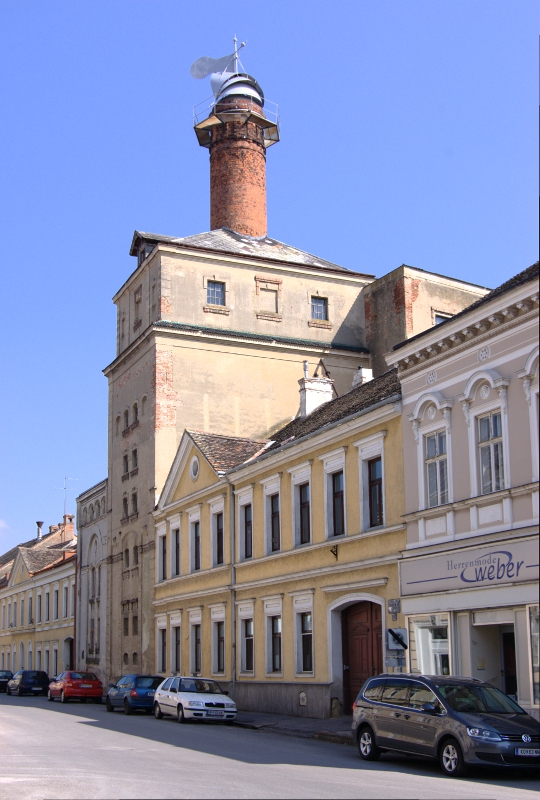
Hubertus Bräu

Die Zahl der Erwerbstätigen am Wohnort betrug nach der Volkszählung 2001 2708. Die Erwerbsquote lag 2001 bei 45,13 %.
Nichtlandwirtschaftliche Arbeitsstätten gab es im Jahr 2001 insgesamt 294, land- und forstwirtschaftliche Betriebe nach der Erhebung 1999 146. Obwohl die Stadt im Weinviertel liegt, wird in Laa selbst kein Wein angebaut.
In Laa sind Westeuropas größter Agrarkippererzeuger, das Fahrzeugbau-Unternehmen Hans Brantner, und andere mittelständischen Gewerbe-, Handwerksbetrieben und Kaufhäusern ansässig. Der größte Industriebetrieb der Region ist die weltgrößte Zitronensäurefabrik der Firma Jungbunzlauer Austria AG in der Katastralgemeinde Pernhofen. Die Ursprünge der Brauerei Hubertus Bräu reichen bis ins Jahr 1454 zurück.
Unter Federführung von Bürgermeister Fass gelang nach erfolgreichen Thermalwasserbohrungen die Realisierung eines von der VAMED AG geführten Thermenprojektes. Seit 2002 ist das Thermalbad mit 400.000 Besuchern im Jahr in Betrieb, welches eine verstärkte Entwicklung zum Tourismus einleitete. Die Thermalquelle hat eine Austrittstemperatur von 42 Grad. Im November 2005 konnte Niederösterreichs erstes 4-Sterne Superior-Hotel eröffnet werden. Die Anzahl der Nächtigungen in Laa an der Thaya hat sich von 7451 (2002) auf 70.918 (2015) Nächtigungen verzehnfacht, die regionale Wertschöpfung stieg im selben Zeitraum um das Achtfache.
Im Juli 2015 wurde begonnen, das Thermalbad Therme Laa – Hotel & Spa neu zu gestalten und zu erweitern. Es werden 21 Mio. Euro in das Leitprojekt investiert. Die Eröffnung nach Umbau war Ende 2016. Die Förderung des Projektes erfolgte aus Regionalfördermitteln des Landes Niederösterreich (Ecoplus) unter der Co-Finanzierung durch die EU-Kommission (EFRE-Strukturfonds).

### Verkehr
- Bahn: Laa besitzt seit 1869 Anschluss an die als Ostbahn (nördliche Linie) bezeichnete Eisenbahnstrecke nach Wien, welche im Jahr 2006 elektrifiziert wurde. Dies brachte eine Fahrzeitverkürzung sowie Direktverbindungen in die Bundeshauptstadt (Fahrzeit von Wien-Floridsdorf nach Laa knapp 70 Minuten). Von Wien nach Laa verkehrt mindestens einmal stündlich die Linie S2. Die Verbindung nach Hevlín (Höflein) und Brünn ist seit 1945, dem Ende des Zweiten Weltkriegs, unterbrochen. Es fehlen 2 km Gleis nach Tschechien und es gibt Planungen, diese Verbindung wieder aufzubauen.[18] Die 1873 eröffnete Bahnverbindung nach Zellerndorf zur Bahnstrecke Wien–Znojmo, die Pulkautalbahn, wurde 1988 für den Personenverkehr eingestellt und hat heute nur noch für den Güterverkehr Bedeutung.
- Straße: Laa ist über die Laaer Straße B 6 mit Korneuburg verbunden. Die Pulkautal Straße B 45 führt über Jetzelsdorf nach Horn ins Waldviertel. Über die Staatzer Straße B 46 ist die Stadt an die Bezirkshauptstadt angebunden. Diese Straße soll im Zuge des Baues der Nord/Weinviertel Autobahn A 5 in einen Autobahnzubringer ausgebaut werden, sodass Laa einen kreuzungsfreien Autobahnanschluss erhält. Am 19. Februar 2010 wurde die Ostumfahrung eröffnet[19], diese wurde seither nach Westen verlängert. Sie umfährt die Stadt im Süden und mündet beim Gewerbegebiet „Thayapark“ in die B 45.
- Grenze: Laa ist ein bedeutender Straßengrenzübergang in die Tschechische Republik.
- Flugfeld: Südlich von Kottingneusiedl gibt es ein Flugfeld (sog. „Außenlandeplatz“). Piste 900 m × 25 m, Gras.

### Bildung
- Bundesgymnasium und Bundesrealgymnasium Laa an der Thaya
- Bundeshandelsakademie Laa an der Thaya
- Neue Mittelschule Laa II und Neue Musikmittelschule Laa
- Neue Mittelschule Laa I und Neue Sportmittelschule Laa
- Polytechnische Schule Laa
- Landesberufsschule Laa
- Volksschule Laa/Thaya
- Allgemeine Sonderschule Laa

## Politik

### Gemeinderat
Der Gemeinderat hat 29 Mitglieder.
- Mit den Gemeinderatswahlen in Niederösterreich 1990 hatte der Gemeinderat folgende Verteilung: 17 ÖVP, 11 SPÖ und 1 FPÖ.
- Mit den Gemeinderatswahlen in Niederösterreich 1995 hatte der Gemeinderat folgende Verteilung: 17 ÖVP, 9 SPÖ, 2 BLL–Bürgerliste Laa und 1 FPÖ.[20]
- Mit den Gemeinderatswahlen in Niederösterreich 2000 hatte der Gemeinderat folgende Verteilung: 17 ÖVP, 9 SPÖ, 2 FPÖ und 1 BLL–Bürgerliste Laa.[21]
- Mit den Gemeinderatswahlen in Niederösterreich 2005 hatte der Gemeinderat folgende Verteilung: 17 ÖVP, 11 SPÖ und 1 FPÖ.[22]
- Mit den Gemeinderatswahlen in Niederösterreich 2010 hatte der Gemeinderat folgende Verteilung: 14 ÖVP, 8 SPÖ, 6 PROLAA–Team Stenitzer (ÖVP nahe) und 1 FPÖ.[23]
- Mit den Gemeinderatswahlen in Niederösterreich 2015 hatte der Gemeinderat folgende Verteilung: 13 ÖVP, 8 PROLAA–Team Stenitzer (ÖVP nahe), 6 SPÖ und 2 FPÖ.[24]
- Mit den Gemeinderatswahlen in Niederösterreich 2020 hat der Gemeinderat folgende Verteilung: 14 ÖVP, 8 PROLAA–Team Stenitzer, 3 SPÖ, 3 ULLAA–Unabhängige Liste Laa Team Nikodym und 1 FPÖ.[25]

### Bürgermeister
- 1829–1861 Simon Scheiner
- 1926–1927 Matthias Göstl
- 1968–1982 Otto Frummel (ÖVP)
- 1982–1992 Georg Stenitzer (ÖVP)
- 1992–2014 Manfred Fass (ÖVP)
- seit 2014 Brigitte Ribisch (ÖVP)

### Wappen
Blasonierung: „Ein blauer Schild, belegt mit zwei zinnenbekrönten gequaderten silbernen Türmen, zwischen denen sich ein von einem goldenen Ankerkreuz überhöhter rot-silber-roter Bindenschild, dessen Spitze unter die Grundlinie der Türme reicht, befindet.“

### Gemeindepartnerschaften
- seit 2003 mit Garching an der Alz in Deutschland
- seit 2004 mit Świętochłowice in Polen
- seit 2005 mit dem Stadtbezirk Chrlice (Chirlitz) im tschechischen Brünn
- Es besteht eine Patenschaft für die vertriebenen Südmährer aus Höflein an der Thaya im Kreis Znaim.

## Persönlichkeiten

### Söhne und Töchter der Gemeinde
- Josef Bergauer (1880–1947), Schauspieler
- Michael Bindlechner (* 1957), Regisseur
- Wilhelm Börner (1882–1951), Moralpädagoge
- Thomas Freund (1850–1937), Sparkassendirektor, Politiker und Abgeordneter zum Landtag von Niederösterreich
- Josef Gall (1820–1898), Journalist
- Matthias Göstl (1868–1927), Politiker und Tischlermeister
- Rudolf Hajek (* 1963), Rollstuhltischtennissportler, mehrfacher Medaillengewinner bei EM, WM und Paralympics
- Paul Christian Jezek (1963–2021), Buchautor („Der Fall Libro“, „Unternehmerhandbuch“), Gründungsmitglied des WirtschaftsBlattes (1995) und Chefredakteur des „UNTERNEHMER“
- Wilhelm Jezek (1941–2009), Maler, Musiker, Hauptschullehrer
- Ernst Kolar, Fußballspieler, Olympiateilnehmer 1952
- Johann Krejcirik (* 1952), Fußballspieler und -trainer
- Jennifer Kresitschnig (* 1976), geborene Martha Jezek, Buchautorin („Unklar“, „Auf der Suche nach dem geheimnisvollen Drachen. Lilly und Nikolas in Kärnten“, „Anne von Rien. Das große Turnier“), wissenschaftliche Mitarbeiterin des ÖSD
- Erich Lederer (1923–2003), Musiker, Komponist und Arrangeur
- Adolf Oberländer (1867–1923), Architekt
- Robert Pensch (1881–1940), Komponist
- Robert Reinert (1872–1928), Drehbuchautor, Filmregisseur und Filmproduzent (geboren in Wulzeshofen)
- Walter Riedl (1952–2001), Politiker und Steuerberater
- Kurt Weiss (1895–1966), Maler
- Gerd Wimmer (* 1977), Fußballer

### Personen mit Bezug zur Gemeinde
- Karl Hörmann (1915–2004), Theologe, maturierte 1933 an der Oberrealschule in Laa
- Christian Konrad (* 1943), Generalanwalt der Raiffeisengenossenschaft, ging in Laa ins Gymnasium
- Helmut Krätzl (1931–2023), Weihbischof der Erzdiözese Wien, war 1964–1969 Pfarrer in Laa
- Paul Löwinger (1904–1988), Volksschauspieler, auf der Durchreise in Laa geboren
- Michael Stavarič (* 1972), österreichisch-tschechischer Schriftsteller und Übersetzer; emigrierte 1979 aus der ČSSR nach Laa
- Ernest Graf von Trautson (1633–1702), Bischof von Wien, war Herr von Laa/Thaya
- Johanna Mikl-Leitner (* 1964), österreichische Politikerin (ÖVP), Landeshauptfrau von Niederösterreich und ehemalige Innenministerin – besuchte Realgymnasium und Handelsakademie (Matura 1983) in Laa an der Thaya
- Anton Konrad Zippe (1889–1964), österreichischer Pädagoge, Politiker, Künstler, sowie Vater von Gernot Zippe